# São Paulo Futebol Clube (Araçatuba)
O São Paulo Futebol Clube, também conhecido como São Paulo de Araçatuba, foi um clube brasileiro de futebol da cidade de Araçatuba, no estado de São Paulo. Foi fundado em 15 de novembro de 1948, e suas cores eram vermelho, preto e branco. Disputou 8 vezes as divisões menores do Campeonato Paulista de Futebol.

## História
Em 1948, Araçatuba procurava um rumo no futebol. Não havia nenhuma equipe de peso na cidade. Então, os desportistas da cidade conseguiram organizar um torneio com o "Trio de Ferro", nome dado aos três principais clubes de futebol do estado de São Paulo: São Paulo FC, SE Palmeiras e SC Corinthians Paulista. O título ficou com o tricolor paulistano, e surgiu a ideia de se fundar uma equipe com o mesmo nome em sua homenagem. 
Entre os anos de 1948 e 1953, disputa a Segunda Divisão de profissionais.
Em 6 de julho de 1949, o São Paulo de Araçatuba se funde com o Clube Atlético Araçatuba, e surge uma proposta para uma mudança de nome, que foi recusada. Apenas em 1954, com a equipe em decadência, é aprovada a mudança de estatuto e o clube passa a ser chamado de Araçatuba Esporte Clube. Disputa, então, os campeonatos de 1954 e 1955, também pela Segunda Divisão, já com a nova denominação. Em 1962, ressurge o São Paulo araçatubense, que ainda tenta continuar no profissionalismo, desta vez pela Quarta Divisão, mas sem sucesso, acaba por encerrar sua participação em 1963.